# Fundulus diaphanus
Fundulus diaphanus är en fiskart som först beskrevs av Lesueur, 1817.  Fundulus diaphanus ingår i släktet Fundulus och familjen Fundulidae.

## Underarter
Arten delas in i följande underarter:
- F. d. diaphanus
- F. d. menona